# Frdy
Frdy (* 2. Januar 1994, bürgerlich Frederic Schax) ist ein deutscher DJ und Musikproduzent aus Weeze. Er ist Resident-DJ von Parookaville und legt regelmäßig auf weiteren großen EDM-Festivals wie Nature One, Airbeat One und Ruhr in Love auf. Als Produzent ist er im Bereich Elektro und Progressive House aktiv und arbeitete unter anderem für Nico Santos und Topic. Auch entstand eine Kollaboration zusammen mit Aloe Blacc. Seit 2021 steht er bei Budde Music unter Vertrag.

## Werdegang
Schax lernte bereits als Kind Gitarre und Schlagzeug zu spielen und gründete mehrere Bands während seiner Schulzeit. Nachdem er Tiëstos Clublife Volume One hörte und sich diesen neben Hardwell als Vorbild nahm, ließ er sich das Auflegen beibringen. So spielte er auf einer Beachparty in Weeze, die als Vorläuferveranstaltung von Parookaville gilt. Dort lernte er den Veranstalter dieses Festivals Bernd Dicks kennen, der ihn als Resident-DJ für die erste Ausgabe engagierte. Neben Parookaville spielte Frdy in 2015 beim Electrisize sowie zum ersten Mal international beim Summerfestival in Belgien. Es folgten ab 2016 weitere Mainstage-Auftritte bei unter anderem Nature One, Airbeat One und Titania in der König-Pilsener-Arena. Des Weiteren legt er regelmäßig im Kölner Bootshaus auf, insbesondere bei Veranstaltungen von Parookaville, neben  DJs wie Hardwell, Tiësto und Marshmello.
Für die zweite Ausgabe von Parookaville produzierte Frdy zusammen mit twoloud die offizielle Festivalhymne Fix Me, welche auf deren Label Playbox veröffentlicht wurde. Das Lied konnte die Beatport Charts im Bereich Bigroom erreichen und war außerdem Bestandteil der Future Trance 77. Es wurde von mehreren DJs in ihren Radioshows aufgeführt darunter Blasterjaxx, Timmy Trumpet und Yves V. Für die Parookaville-Hymne des Folgejahres Lessons von Moguai & Nico Santos feat. Younotus lieferte Frdy einen Remix. Seit 2017 arbeitet er regelmäßig mit dem deutschen Produzenten Topic zusammen. So entstanden Remixe für mehrere seiner Lieder sowie ein gemeinsamer Remix zu Nico Santos – Like I Love You, welcher von Topic regelmäßig, unter anderem beim Electric Zoo Festival und im Tomorrowland One World Radio, gespielt wurde. Darüber hinaus produzierte Frdy zusammen mit Vitize den Track Raise, welcher von Hardwell in seiner Radioshow Hardwell On Air präsentiert und auf dessen Label Revealed Recordings veröffentlicht wurde. Das Lied konnte ebenfalls die Beatport Bigroom Charts erreichen. 2019 kollaborierte er mit dem US-amerikanischen Sänger Aloe Blacc, welcher die Vocals zu dem Track Came to Play lieferte. Außerdem wirkte er als Co-Produzent an den Liedern Keep On Loving von Topic sowie Misfits von Fabian Farell mit. Auch ist er für das Mixing der jährlichen Parookaville-Kompilationen verantwortlich.
Seit 2021 steht Frdy bei Budde Music unter Vertrag, ebenso Alle Farben, mit dem er einen Remix zu dem Nummer-1-Hit Lemon Tree von Fools Garden veröffentlichte. 2022 war er als Autor an dem Nummer-1-Album Rummelbums von Finch beteiligt.

## Diskografie

### Singles
- 2015: Dragon (Solektro)
- 2015: Time After Time (Run Deep)
- 2016: Fix Me (mit twoloud; Playbox)
- 2019: Raise (mit Vitize; Revealed)
- 2019: Came to Play feat. Aloe Blacc (Lentrome)

### Remixe
- 2017: Topic – Break My Habits (Warner)
- 2017: Moguai, Younotus, feat. Nico Santos – Lessons (Universal)
- 2018: Topic – Perfect (B1 Records)
- 2019: Topic – Talk to Me (23 Hours)
- 2020: Nico Santos & Topic – Like I Love You (Virgin)
- 2021: Alle Farben, Fools Garden – Lemon Tree (Alle Farben & FRDY VIP Mix; Sony)
- 2021: Topic x Bebe Rexha – Chain My Heart (Virgin)

### Kompilationen
- 2017: Parookaville 2017 (Universal)
- 2018: Parookaville One Unique City 2018 (Universal)
- 2019: Parookaville One Unique City 2019 (Universal)

### Autorenbeteiligung
- 2021: Leonade – Bad One (Warner)
- 2021: Leonade – Asteroids (Warner)
- 2022: Finch & Le Shuuk – Welcome to Budapest (Universal)